# Liste des monuments historiques de la Côte d'Ivoire
Cet article recense les monuments et sites historiques de la Côte d'Ivoire.

## Liste

### Abidjan
| Monument | Commune | Adresse | Coordonnées                       | Identifiant | Protection | Date         | Illustration                              |
| --- | ------- | ------- | --------------------------------- | ----------- | ---------- | ------------ | ----------------------------------------- |
| anciens bureaux des finances (1er et 2ème bâtiments)                                                                             | Abidjan |         | À géolocaliser                    |             |            | 27 mars 1991 | Image manquante · Verser une photographie |
| anciens bureaux des services administratifs « ex-cabinet du gouverneur et archives »                                             | Abidjan |         | À géolocaliser                    |             |            | 27 mars 1991 | Image manquante · Verser une photographie |
| ancienne résidence du secrétaire général du gouvernement                                                                         | Abidjan |         | À géolocaliser                    |             |            | 27 mars 1991 | Image manquante · Verser une photographie |
| ancien Trésor | Abidjan |         | À géolocaliser                    |             |            | 27 mars 1991 | Image manquante · Verser une photographie |
| anciens bureaux des domaines et enregistrements                                                                                  | Abidjan |         | À géolocaliser                    |             |            | 27 mars 1991 | Image manquante · Verser une photographie |
| pavillons à étage affectés à l’époque coloniale au logement des fonctionnaires européens et dévolus à présent à l’administration | Abidjan |         | À géolocaliser                    |             |            | 27 mars 1991 | Image manquante · Verser une photographie |
| ancien bureau du service des domaines urbains, ancienne boulangerie Christian                                                    | Abidjan |         | À géolocaliser                    |             |            | 27 mars 1991 | Image manquante · Verser une photographie |
| ancienne résidence du Président du Conseil Economique et Social                                                                  | Abidjan |         | À géolocaliser                    |             |            | 27 mars 1991 | Image manquante · Verser une photographie |
| anciens bureaux de la fonction Publique, actuels bureaux de la mutuelle générale des fonctionnaires                              | Abidjan |         | À géolocaliser                    |             |            | 27 mars 1991 | Image manquante · Verser une photographie |
| bâtiment annexe de la Fonction Publique, anciens logements du personnel européen                                                 | Abidjan |         | À géolocaliser                    |             |            | 27 mars 1991 | Image manquante · Verser une photographie |
| cité de l'ancienne RAN, actuel SICF composée de 30 maisons d’habitation et située près de la Présidence de la République         | Abidjan |         | À géolocaliser                    |             |            | 27 mars 1991 | Image manquante · Verser une photographie |
| ensemble de 8 logements dévolus à l’habitation des cheminots européens localisé entre l'immeuble Borg et le camp Gallieni        | Abidjan |         | À géolocaliser                    |             |            | 27 mars 1991 | Image manquante · Verser une photographie |
| bureaux de la Direction Générale de l'ex-RAN                                                                                     | Abidjan |         | À géolocaliser                    |             |            | 27 mars 1991 | Image manquante · Verser une photographie |
| bureaux annexes manutention personnelle de l’actuel SICF                                                                         | Abidjan |         | À géolocaliser                    |             |            | 27 mars 1991 | Image manquante · Verser une photographie |
| collège Notre-Dame des apôtres du Plateau                                                                                        | Abidjan |         | 5° 19′ 40″ nord, 4° 01′ 20″ ouest |             |            | 27 mars 1991 | Image manquante · Verser une photographie |
| ancienne résidence du Grand Chancelier                                                                                           | Abidjan |         | 5° 19′ 44″ nord, 4° 01′ 22″ ouest |             |            | 27 mars 1991 | Image manquante · Verser une photographie |
| Imprimerie Nationale et ses dépendances                                                                                          | Abidjan |         | 5° 19′ 33″ nord, 4° 01′ 18″ ouest |             |            | 27 mars 1991 | Image manquante · Verser une photographie |
| 4 maisons servant de bureaux aux vice-présidents de l’Assemblée Nationale                                                        | Abidjan |         | À géolocaliser                    |             |            | 27 mars 1991 | Image manquante · Verser une photographie |
| anciens bureaux du Président de la République                                                                                    | Abidjan |         | À géolocaliser                    |             |            | 27 mars 1991 | Image manquante · Verser une photographie |
| résidence de l’officier général de la Gendarmerie sise près de l’ex-bureau du Président de la République                         | Abidjan |         | À géolocaliser                    |             |            | 27 mars 1991 | Image manquante · Verser une photographie |
| maison des anciens combattants du Plateau                                                                                        | Abidjan |         | À géolocaliser                    |             |            | 27 mars 1991 | Image manquante · Verser une photographie |
| sculpture de Leygues érigée place de la République et baptisée « la Belle Africaine »                                            | Abidjan |         | À géolocaliser                    |             |            | 27 mars 1991 | Image manquante · Verser une photographie |
| ancienne résidence d’Etat-major du camp Gallieni                                                                                 | Abidjan |         | À géolocaliser                    |             |            | 27 mars 1991 | Image manquante · Verser une photographie |
| phare de Port-Bouet | Abidjan |         | 5° 15′ 04″ nord, 3° 57′ 28″ ouest |             |            | 27 mars 1991 | Image manquante · Verser une photographie |
| centre de transfusion sanguine à Treichville                                                                                     | Abidjan |         | À géolocaliser                    |             |            | 27 mars 1991 | Image manquante · Verser une photographie |
| locaux de l’Institut de recherche pour les huiles et oléagineux (IRHO) à Port-Bouet                                              | Abidjan |         | À géolocaliser                    |             |            | 27 mars 1991 | Image manquante · Verser une photographie |
| locaux de l’Institut de recherche pour les huiles et oléagineux à La Mé                                                          | Abidjan |         | À géolocaliser                    |             |            | 27 mars 1991 | Image manquante · Verser une photographie |
| office de la recherche scientifique et technique outre-mer                                                                       | Abidjan |         | À géolocaliser                    |             |            | 27 mars 1991 | Image manquante · Verser une photographie |
| locaux de l’institut de la recherche sur les fruits et agrumes                                                                   | Abidjan |         | À géolocaliser                    |             |            | 27 mars 1991 | Image manquante · Verser une photographie |
| locaux de l’institut de recherche sur le caoutchouc                                                                              | Abidjan |         | À géolocaliser                    |             |            | 27 mars 1991 | Image manquante · Verser une photographie |

### Adiaké
| Monument                       | Commune | Adresse | Coordonnées                       | Identifiant | Protection | Date          | Illustration                                             |
| ------------------------------ | ------- | ------- | --------------------------------- | ----------- | ---------- | ------------- | -------------------------------------------------------- |
| Parc national des îles Ehotilé | Adiaké  |         | 5° 10′ 19″ nord, 3° 13′ 44″ ouest | Q2749744    |            | 25 avril 1974 | Parc national des îles Ehotilé · Verser une photographie |

### Bingerville
| Monument                                                   | Commune     | Adresse | Coordonnées                       | Identifiant | Protection | Date         | Illustration                              |
| ---------------------------------------------------------- | ----------- | ------- | --------------------------------- | ----------- | ---------- | ------------ | ----------------------------------------- |
| Ancien palais du Gouverneur                                | Bingerville |         | 5° 21′ 39″ nord, 3° 53′ 16″ ouest |             |            | 27 mars 1991 | Image manquante · Verser une photographie |
| Bâtiment servant de bureaux et de résidence au sous-préfet | Bingerville |         | À géolocaliser                    |             |            | 27 mars 1991 | Image manquante · Verser une photographie |
| Ancienne école primaire supérieure                         | Bingerville |         | À géolocaliser                    |             |            | 27 mars 1991 | Image manquante · Verser une photographie |
| Centre de santé                                            | Bingerville |         | À géolocaliser                    |             |            | 27 mars 1991 | Image manquante · Verser une photographie |
| Bureaux de l'Inspection de l'enseignement primaire         | Bingerville |         | À géolocaliser                    |             |            | 27 mars 1991 | Image manquante · Verser une photographie |
| École militaire préparatoire technique                     | Bingerville |         | À géolocaliser                    |             |            | 27 mars 1991 | Image manquante · Verser une photographie |
| Ancien cercle des fonctionnaires africains                 | Bingerville |         | À géolocaliser                    |             |            | 27 mars 1991 | Image manquante · Verser une photographie |
| Locaux de l'Institut de recherche sur le café et le cacao  | Bingerville |         | À géolocaliser                    |             |            | 27 mars 1991 | Image manquante · Verser une photographie |
| Musée Combes                                               | Bingerville |         | 5° 21′ 10″ nord, 3° 53′ 34″ ouest |             |            | 27 mars 1991 | Image manquante · Verser une photographie |
| Campement administratif                                    | Bingerville |         | À géolocaliser                    |             |            | 27 mars 1991 | Image manquante · Verser une photographie |
| Collège mixte, ancienne EPS puis collège des jeunes filles | Bingerville |         | À géolocaliser                    |             |            | 27 mars 1991 | Image manquante · Verser une photographie |
| Monument aux morts                                         | Bingerville |         | À géolocaliser                    |             |            | 27 mars 1991 | Image manquante · Verser une photographie |
| Jardin botanique                                           | Bingerville |         | À géolocaliser                    | Q3162386    |            | 27 mars 1991 | Image manquante · Verser une photographie |

### Grand-Bassam
| Monument                                                       | Commune      | Adresse                 | Coordonnées                       | Identifiant | Protection | Date         | Illustration                                                                             |
| -------------------------------------------------------------- | ------------ | ----------------------- | --------------------------------- | ----------- | ---------- | ------------ | ---------------------------------------------------------------------------------------- |
| Ancien Palais du gouverneur                                    | Grand-Bassam | Quartier France, BP 311 | 5° 11′ 47″ nord, 3° 44′ 13″ ouest | Q16885363   |            | janvier 1991 | Ancien Palais du gouverneur · Verser une photographie                                    |
| Ancien palais de justice                                       | Grand-Bassam |                         | 5° 11′ 43″ nord, 3° 44′ 12″ ouest | Q91459272   |            | janvier 1991 | Image manquante · Verser une photographie                                                |
| Ancien hôpital                                                 | Grand-Bassam |                         | À géolocaliser                    |             |            | janvier 1991 | Image manquante · Verser une photographie                                                |
| Phare                                                          | Grand-Bassam |                         | 5° 12′ 20″ nord, 3° 43′ 54″ ouest | Q91461663   |            | janvier 1991 | Image manquante · Verser une photographie                                                |
| Ancien Hôtel des Postes                                        | Grand-Bassam |                         | À géolocaliser                    |             |            | janvier 1991 | Image manquante · Verser une photographie                                                |
| Ancien marché                                                  | Grand-Bassam |                         | 5° 11′ 46″ nord, 3° 43′ 55″ ouest | Q91463096   |            | janvier 1991 | Image manquante · Verser une photographie                                                |
| Mairie                                                         | Grand-Bassam |                         | 5° 11′ 49″ nord, 3° 44′ 14″ ouest |             |            | janvier 1991 | Image manquante · Verser une photographie                                                |
| Ancienne maison du Trésor                                      | Grand-Bassam |                         | 5° 11′ 43″ nord, 3° 44′ 03″ ouest |             |            | janvier 1991 | Image manquante · Verser une photographie                                                |
| Ancienne Direction des Douanes                                 | Grand-Bassam |                         | 5° 11′ 43″ nord, 3° 44′ 04″ ouest | Q91461781   |            | janvier 1991 | Image manquante · Verser une photographie                                                |
| Ancien Centre Culturel Français                                | Grand-Bassam |                         | 5° 11′ 43″ nord, 3° 43′ 56″ ouest | Q17623887   |            | janvier 1991 | Ancien Centre Culturel Français · Verser une photographie                                |
| Ancien siège de la Banque Commerciale d’Afrique                | Grand-Bassam |                         | À géolocaliser                    |             |            | janvier 1991 | Image manquante · Verser une photographie                                                |
| Ancien Hôtel de France                                         | Grand-Bassam |                         | À géolocaliser                    |             |            | janvier 1991 | Image manquante · Verser une photographie                                                |
| Ancien siège de la Compagnie française de l’Afrique de l'Ouest | Grand-Bassam |                         | À géolocaliser                    |             |            | janvier 1991 | Ancien siège de la Compagnie française de l’Afrique de l'Ouest · Verser une photographie |
| Ancien Siège de la Compagnie française de la Côte d'Ivoire     | Grand-Bassam |                         | À géolocaliser                    |             |            | janvier 1991 | Image manquante · Verser une photographie                                                |
| Ancienne Chambre de Commerce                                   | Grand-Bassam |                         | À géolocaliser                    |             |            | janvier 1991 | Image manquante · Verser une photographie                                                |
| Ancien Cercle des fonctionnaires dit le pavillon rose          | Grand-Bassam |                         | À géolocaliser                    |             |            | janvier 1991 | Image manquante · Verser une photographie                                                |
| Ancienne école Régionale                                       | Grand-Bassam |                         | À géolocaliser                    |             |            | janvier 1991 | Image manquante · Verser une photographie                                                |
| Ancienne Sous-préfecture                                       | Grand-Bassam |                         | À géolocaliser                    |             |            | janvier 1991 | Image manquante · Verser une photographie                                                |
| Anciens Bureaux de la Compagnie des Chargeurs Réunis           | Grand-Bassam |                         | À géolocaliser                    |             |            | janvier 1991 | Image manquante · Verser une photographie                                                |
| Bureau des Eaux et Forêts                                      | Grand-Bassam |                         | À géolocaliser                    |             |            | janvier 1991 | Image manquante · Verser une photographie                                                |
| Bureau de la Section du Tribunal                               | Grand-Bassam |                         | À géolocaliser                    |             |            | janvier 1991 | Image manquante · Verser une photographie                                                |
| Prison Civile                                                  | Grand-Bassam |                         | À géolocaliser                    |             |            | janvier 1991 | Image manquante · Verser une photographie                                                |
| Ancien camp des douanes                                        | Grand-Bassam |                         | À géolocaliser                    |             |            | janvier 1991 | Image manquante · Verser une photographie                                                |
| Monument Treich-Laplène                                        | Grand-Bassam |                         | À géolocaliser                    |             |            | janvier 1991 | Image manquante · Verser une photographie                                                |
| Résidence du sous-préfet                                       | Grand-Bassam |                         | À géolocaliser                    |             |            | janvier 1991 | Image manquante · Verser une photographie                                                |
| Coopérative des Artisans d’Arts                                | Grand-Bassam |                         | À géolocaliser                    |             |            | janvier 1991 | Image manquante · Verser une photographie                                                |
| Centre de Vannerie                                             | Grand-Bassam |                         | À géolocaliser                    |             |            | janvier 1991 | Image manquante · Verser une photographie                                                |
| Secteur des Travaux Publics                                    | Grand-Bassam |                         | À géolocaliser                    |             |            | janvier 1991 | Image manquante · Verser une photographie                                                |
| Collège Moderne                                                | Grand-Bassam |                         | À géolocaliser                    |             |            | janvier 1991 | Image manquante · Verser une photographie                                                |
| Ancienne école Verdier                                         | Grand-Bassam |                         | À géolocaliser                    |             |            | janvier 1991 | Image manquante · Verser une photographie                                                |
| Ancienne école de France 3                                     | Grand-Bassam |                         | À géolocaliser                    |             |            | janvier 1991 | Image manquante · Verser une photographie                                                |
| Place Abissa                                                   | Grand-Bassam |                         | À géolocaliser                    |             |            | janvier 1991 | Image manquante · Verser une photographie                                                |
| Monuments Sider et Grolot                                      | Grand-Bassam |                         | À géolocaliser                    |             |            | janvier 1991 | Image manquante · Verser une photographie                                                |
| Foret Sacrée                                                   | Grand-Bassam |                         | À géolocaliser                    |             |            | janvier 1991 | Image manquante · Verser une photographie                                                |
| Pont de la victoire                                            | Grand-Bassam |                         | 5° 11′ 55″ nord, 3° 44′ 14″ ouest |             |            | janvier 1991 | Image manquante · Verser une photographie                                                |

### Kong
| Monument                         | Commune | Adresse | Coordonnées                       | Identifiant | Protection | Date          | Illustration                                     |
| -------------------------------- | ------- | ------- | --------------------------------- | ----------- | ---------- | ------------- | ------------------------------------------------ |
| Grande mosquée de Kong           | Kong    |         | 9° 08′ 57″ nord, 4° 36′ 34″ ouest | Q2311205    |            | 20 avril 1988 | Grande mosquée de Kong · Verser une photographie |
| Petite mosquée de Kong           | Kong    |         | À géolocaliser                    |             |            | 20 avril 1988 | Image manquante · Verser une photographie        |
| Ancienne case d'Houphouët-Boigny | Kong    |         | À géolocaliser                    |             |            | 20 avril 1988 | Image manquante · Verser une photographie        |
| Ancien marché                    | Kong    |         | À géolocaliser                    |             |            | 20 avril 1988 | Image manquante · Verser une photographie        |
| Dâ-Bâ                            | Kong    |         | À géolocaliser                    |             |            | 20 avril 1988 | Image manquante · Verser une photographie        |
| case de Binger                   | Kong    |         | À géolocaliser                    |             |            | 20 avril 1988 | Image manquante · Verser une photographie        |
| tombe de Moskovitch              | Kong    |         | À géolocaliser                    |             |            | 20 avril 1988 | Image manquante · Verser une photographie        |

## Sources
- Décret n°74-179 du 25 avril 1974 portant classement du parc national des Iles Ehotilé
- Décret n°88-413 du 20 avril 1988 portant classement des sites et monuments de la ville historique de Kong
- Décret n°91-23 du 30 janvier 1991 portant classement des monuments historiques de la ville de Grand-Bassam, modifié par le décret n°2012-489 du 7 juin 2012
- Décret n°91-186 du 27 mars 1991 portant classement des monuments historiques de la ville d'Abidjan
- Décret n°91-187 du 27 mars 1991 portant classement des monuments historiques et du jardin botanique de Bingerville